# Diodesma denticinta
Diodesma denticinta is een keversoort uit de familie somberkevers (Zopheridae). De wetenschappelijke naam van de soort werd in 1899 gepubliceerd door Elzéar Emmanuel Arène Abeille de Perrin.